# Kesswil
Kesswil es una comuna suiza del cantón de Turgovia, situada en el distrito de Arbon. Limita al oeste y noroeste con la comuna de Güttingen, al noreste con Immenstaad am Bodensee (DE-BY) y Hagnau am Bodensee (DE-BY), al este con Uttwil, y al sur con Dozwil, Hefenhofen y Sommeri.
Fue el lugar de nacimiento del psiquiatra y psicólogo Carl Gustav Jung.